# 魏克憻

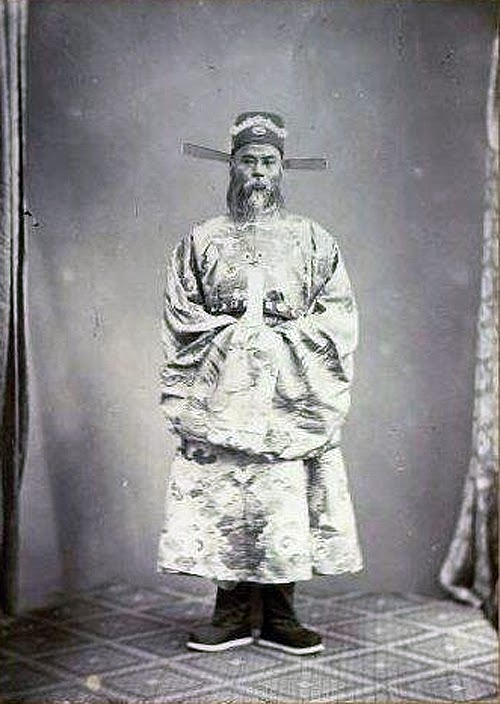
魏克憻

魏克憻（越南语：／；1817年—1873年），越南阮朝官員。

## 生平
魏克憻是乂安省德壽府宜春縣春圓總春圓社（今屬河靜省宜春縣春圓社）人，嘉隆十六年（1817年）出生。紹治元年（1841年），參加乂安場鄉試，考中舉人。後任干祿縣訓導。嗣德九年（1856年），魏克憻會試中格，參加覆試，考中探花，是為該科第一名庭元，嗣德帝褒獎稱，“鶴立雞群”。初授翰林院職，後任廣南按察使。嗣德十六年（1863年），充如西使，出使法國。次年（1864年），回國後任乂安布政使，又任欽差經歷鎮寧，充宣撫使。不久升署戶部右參知。當時乂安境內事件繁雜，嗣德帝令魏克憻留任。嗣德二十五年（1872年），魏克憻召還，權任兵部尚書，又改權工部尚書，充機密院參辦。後因病休致回貫。次年（1873年）閏六月，魏克憻去世，追贈實授參知銜。

## 作品
魏克憻出使法國後，著有《如西記》，並與潘清簡等人合著《西浮日記》。